# Give Up the Ghost
För TV-serien, se American Nightmare
Give Up the Ghost (tidigare American Nightmare) var ett amerikanskt hardcoreband från Boston, Massachusetts.

## Biografi
Give Up the Ghost bildades när Tim Cossar och Wensley Eisold träffade Azy Relph och Jesse Van Diest 1998. De spelade in en demo året efter, följt av bandets självbetitlade 7"-singeldebut på Bridge 9 Records. Skivan gavs ut under namnet American Nightmare. Intensivt turnerande och medlemsbyten följde innan gruppen gav ut sin andra singel The Sun Isn't Getting Any Brighter år 2000.
Gruppen albumdebuterade med 2001 års Background Music, vilken gavs ut på Equal Vision Records. 2003 hamnade bandet i en rättslig process med en Philadelphia-baserad grupp med samma bandnamn om rättigheterna till "American Nightmare". Som en följd av detta ändrades bandnamnet till initialerna A.N. och senare till American Nothing. Philadelphia-baserade American Nightmare hotade emellertid fortfarande med juridiska åtgärder, vilket gjordes att namnet ändrades till Give Up the Ghost. Give Up the Ghost var den tänkte titeln för gruppens andra studioalbum.
Under det nya bandnamnet gav Givet Up the Ghost ut albumet We're Down Til We're Underground på Equal Vision 2003. Skivan var mer experimentell än tidigare alster och markerade ett steg bort från det hardcoresound som kännetecknat dessa. 

### Splittring
Give Up the Ghost splittrades plötsligt i juni 2004, dagen efter att man ställt in sin europaturné. Som orsak angav bandet hälso- och personliga skäl.

### Återförening
Sju år efter splittringen genomförde bandet två återföreningsspelning i december 2011. Bandet spelade i Revere, Massachusetts (strax utanför Boston) den 29 december och i Revere den 31 december.
Biljetterna till återföreningsspelningarna lades ut till försäljning den 29 oktober 2011 och tog slut på mindre än en minut.

## Diskografi
- American Nightmare 7" (2000) - Bridge 9 Records
- The Sun Isn't Getting Any Brighter 7" (2001) - Bridge 9 Records
- Background Music CD/LP (2001) - Equal Vision Records / Burning Heart Records / Deathwish Inc.
- Black on Black: A Tribute to Black Flag ("Depression") (2002) - Initial
- Love American CD/7" (2003) - Bridge 9 Records / Equal Vision Records
- We're Down Til We're Underground CD/LP (2003) - Equal Vision Records / Deathwish Inc.
- Live in London 7" (2003) - Bridge 9 Records
- Year One CD/2x7" (2004) - Reflections Records / Bridge 9 Records